# Лодханрій
Лодханрій, Лодханріт, Лодханр (Лоданр) (д/н — 496 або 506) — останній правитель Алеманського королівства.

## Життєпис
Відомості про цього короля практично відсутні. Є згадка лише в Pactus legis Alamannorum, правовій збірці — попереднику Алеманської правди. Вважається, що саме Додханрій правив після короля Гібульда десьз кінця 470-х років. Саме він напевне поновив напади на Норик, але утворення Королівства ругіїв, союзників Одоакра, й посилення Кельнської держави ріпуарських франків (союзників бургундів — ворогів алеманів) змусило Лодханрія перенаправити зовнішню активність на захід. Це збіглося зі сходженням на трон Сігіберта, короля ріпуарських франків.
З огляду на розвиток подій власне на правління Лодханрія приходяться війни з ріпуарськими франками. Ймовірно він брав участь у битві при Толбіаку, де алемани зазнали важкої поразки. Втім точна дата битви є ще предметом дискусії: 496 або 506 рік. Втім тут можлива поєднання декількох битв: при Толбіаку 496 і Страсбургу 506 року. Тому точна дата загибелі Лодханрія невідома. Більшість дослідників пропонує наступний варіант: король алеманів зазнав поразки від франків при Толбіаку й загинув, решта знаті й сини (син — Лантахар) короля організували оборону. Лише 506 року після перемоги при Страсбурзі (столиці Алеманського королівства) франкський король Хлодвіг зміг знищити державу алеманів. Разом з тим франки отримали лише західну та північну частину Алеманії, а південну — захопив Теодорих Великий, король остготів. Лише після смерті останнього у 526 році франки зуміли повністю зайняти Алеманію.